# Sigillack

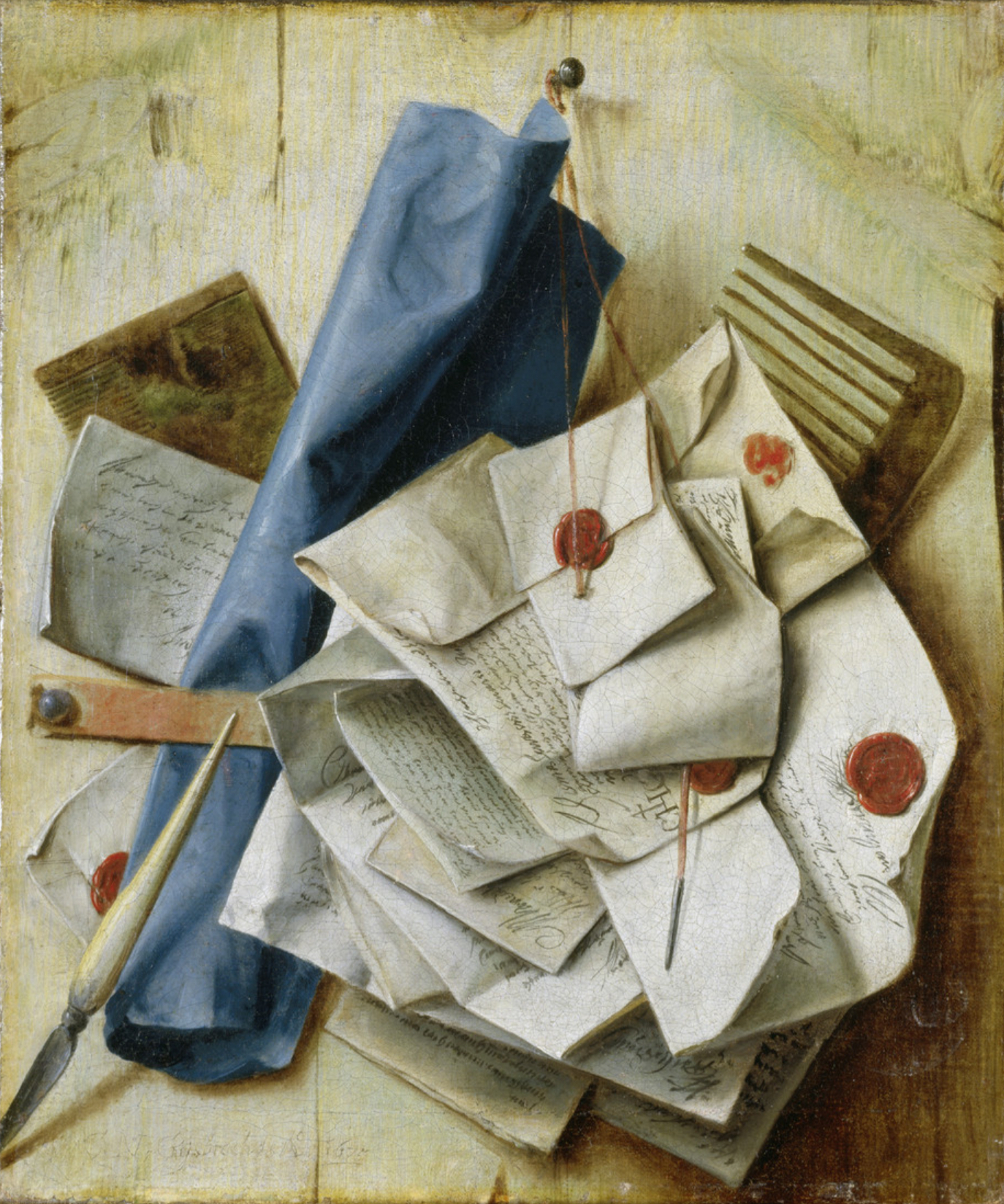
Brev förseglande med sigillack (Trompe l'œil-målning).

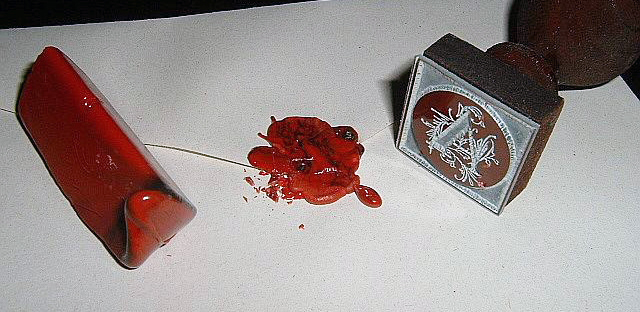
Användning av sigillack

Sigillack består av en sammansmält blandning av olika hartser och olika mineraliska och färgade beståndsdelar med tillsatser av små mängder vax och terpentin, varav de senare ämnena skall motverka hartsets sprödhet.

## Egenskaper
De mineraliska beståndsdelarna avser att, förutom färgning, minska lackets benägenhet att droppa och kan således inom vissa gränser inte anses vara onödiga fyllnadsämnen.
Bra sigillack skall lätt mjukna vid upphettning, men får inte bli så tunnflytande att det lätt droppar. Efter användningen skall det bli så hårt och segt som möjligt, men ej så sprött att det lätt brister. Det får heller inte ändra färg vid användningen.

## Framställning
För de bästa slagen av sigillack används schellack, medan för man enklare sorter tillsätter större eller mindre mängd kolofonium, kumaronharts, ceresin, paraffin eller beck.
Som mineraliska tillsatser används krita, bränd gips, tungspat och magnesium. För de finaste sorterna används istället zinkvitt eller vismuvitt.
För färgningen används cinnober, mönja, engelskt rött, kimrök, koboltblått, berlinerblått, ockra, zinkgult och kromgult. Ibland parfymeras lacket med en mindre tillsats av tolu- eller perubalsam, bensoeharts m.m.

## Användning
Traditionellt har sigillack haft stor betydelse för att kunna permanent verifiera till exempel undertecknande av viktiga handlingar eller identifiera avsändare av post etc.
I modern kommunikation har sigillack främst ceremoniell användning, eller i vissa fall som ett medel för säkerhet mot förfalskning eller obehöring åtkomst av information eller material.